# كينزو سوزوكي (عالم فلك)
كينزو سوزوكي (باليابانية: 鈴木憲蔵؛ بالكانا: すずき けんぞう) هو عالم فلك ياباني، ولد في 1950 في تويوتا في اليابان.